# Alexander I. von Jülich
Alexander I. von Jülich († 6. Juli 1135 in Publémont bei Lüttich) war Bischof von Lüttich von 1128 bis 1135.

## Leben
Alexander wurde 1101 Propst von St. Bartholomäus, später Propst von St. Martin und St. Paul in Lüttich sowie von Notre-Dame in Huy, ab 1111 war er Schatzmeister von St. Lambert in Lüttich. Nach dem Tode Bischof Otberts 1119 ernannte Kaiser Heinrich V. Alexander zum Bischof – angeblich gegen eine Bestechungssumme von 7000 Pfund Silber. Erzbischof Friedrich von Köln verweigerte jedoch die Weihe und veranlasste eine Neuwahl des Lütticher Dompropstes Friedrich von Namur. Die Auseinandersetzungen um den Bischofssitz spalteten ganz Niederlothringen. Albert wurde von Friedrich in Huy belagert und unterwarf sich. Als Bischof Friedrich 1121 starb, setzten sich die Anhänger Alexanders in Stadt und Stift durch und er wurde abermals gewählt, jedoch wieder zum Rücktritt gezwungen. Nachdem sich Kaiser Heinrich V. und Papst Calixt II. im Wormser Konkordat von 1122 über die Investitur der Bischöfe geeinigt hatten, wurde Albero I. von Löwen 1123 zum Bischof gewählt. Nach Alberos Tod wurde Alexander einstimmig gewählt und am 18. März 1128 zum Bischof geweiht. Als Anhänger König Lothars III. besiegte er am 7. August 1129 Gottfried den Bärtigen, dem Lothar das Herzogtum Niederlothringen entzogen hatte. Während seiner Amtszeit fand am 22. März 1132 in Lüttich die Begegnung von Papst Innozenz II. und Lothar III. statt. Unter der Anklage der Simonie stehend setzte ihn das Konzil von Pisa im März/April 1136 ab. Er starb kurz darauf am 6. Juli 1136 und wurde in der Lütticher Kathedrale St. Lambert bestattet.